# تونی برتورلی
تونی برتورلی (ایتالیایی: Toni Bertorelli؛ ۱۸ مارس ۱۹۴۸ – ۲۵ مهٔ ۲۰۱۷) یک هنرپیشه اهل ایتالیا بود.
از فیلم‌ها یا برنامه‌های تلویزیونی که وی در آن نقش داشته‌است می‌توان به جنگ و صلح، مصائب مسیح، لبخند مادر من، اتاق پسر، پاپ جوان، مظنون، پینوکیو، نور چشمانم و ابریشم اشاره کرد.